# 岩手県立花北青雲高等学校
岩手県立花北青雲高等学校（いわてけんりつはなきたせいうんこうとうがっこう）は、岩手県花巻市石鳥谷町にある県立の高等学校。略称は「青雲」（せいうん）。

## 設置学科
- 全日制課程（2年次に各コースに分かれる）
  - 情報工学科
    - 情報技術コース
    - メカトロニクスコース

  - ビジネス情報科
    - ビジネス会計コース
    - ビジネス情報コース

  - 総合生活科
    - 児童・高齢者福祉コース
    - 地域生活文化コース

## 沿革
- 1953年（昭和28年） - 岩手県立花巻北高等学校に商業科を設置
- 1966年（昭和41年） - 岩手県立花巻北高等学校石鳥谷分校設立。本校商業科は募集停止。
- 1974年（昭和49年） - 岩手県立花北商業高等学校として独立。
- 1976年（昭和51年） - 第58回全国高等学校野球選手権大会出場。
- 1984年（昭和59年） - 情報処理科を新設。
- 2003年（平成15年） - 岩手県立花北青雲高等学校に校名変更。

## アクセス
- JR東北本線石鳥谷駅 徒歩約15分